# Ługi (powiat opatowski)
Ługi – wieś w Polsce położona w województwie świętokrzyskim, w powiecie opatowskim, w gminie Wojciechowice.
W miejscowości znajduje się stacja techniczna Cementowni Ożarów.
W latach 1975–1998 miejscowość należała administracyjnie do województwa tarnobrzeskiego.

## Historia wsi
Ługi wieś znana w wieku XIX jako wieś folwarczna w powiecie opatowskim, gminie Wojciechowie, parafii Gierczyce, odległa od Opatowa 15 wiorst, gruntu 805 mórg, 1 dom,6 mieszkańców.